# 二宮博正
二宮 博正（にのみや ひろまさ） は、日本の原子力工学者。元日本原子力研究開発機構核融合研究開発部門長。元プラズマ・核融合学会会長。

## 人物・経歴
1972年北海道大学工学部原子工学科卒業。1974年北海道大学大学院工学研究科原子工学専攻修士課程修了、日本原子力研究所入所。1983年北海道大学工学博士。1986年日本原子力研究所副主任研究員。1991年日本原子力研究所主任研究員。2003年日本原子力研究所炉心プラズマ研究部長。2005年日本原子力研究開発機構先進プラズマ研究開発ユニット長。2007年日本原子力研究開発機構核融合研究開発部門副部門長。2009年日本原子力研究開発機構核融合研究開発部門長兼那珂核融合研究所長。2012年高度情報科学技術研究機構参事。2013年プラズマ・核融合学会会長。2015年人高度情報科学技術研究機構参与。2016年自然科学研究機構監事。2020年自然科学研究機構監事（非常勤）。